# Parada El Cholar
El Cholar es un apeadero ferroviario del Tren del Valle, provincia del Neuquén, Argentina.
Está construida en el cruce de las vías y la calle El Cholar en la ciudad de Neuquén.
En noviembre del 2021 se iniciaron las obras para la construcción de 6 apeaderos intermedios entre Neuquén y Plottier. Tan solo un año después, el 10 de noviembre de 2022, se dio la inauguración de los primeros dos, siendo estos ETON (Estación Terminal de Ómnibus de Neuquén) y Aeropuerto (Aeropuerto Internacional Presidente Perón); el día 6 de diciembre del mismo año se inauguró Barrio Unión; y el día 3 de mayo de 2023 se totalizó la habilitación de los 6 apeaderos, quedando habilitados Ignacio Rivas, El Cholar y Constituyentes.
Con la inauguración de los últimos apeaderos desde el 3 de mayo de 2023 se cuenta con un total de 10 servicios por sentido únicamente de Lunes a Viernes, siendo 8 entre Neuquén y Plottier, y 2 entre esta última y Plottier. El servicio se presta cada, aproximadamente, dos horas. La flota consta de dos coche motores Materfer CMM400-2, previéndose la re-incorporación de un tercero que se encuentra en reparación en el taller del mencionado fabricante, ubicada en Ferreyra (Córdoba).